# Moustafa III
Moustapha III (28 janvier 1717 – 21 janvier 1774) est le sultan de l'Empire ottoman et calife de l’islam de 1757 à 1774.

## Biographie
Il est le fils aîné du sultan Ahmed III et de Amina Mihr-i Shah. Il succède à son cousin Osman III en 1757 à la mort de ce dernier.
Au début de son règne, il bénéficie d'une longue période de paix (inhabituelle à cette période de l'histoire ottomane), dont il profite pour mener des réformes internes, avec son grand vizir Koca Ragıp Pasha (en).
En 1768, la guerre éclate à nouveau contre la Russie de Catherine II : l'armée ottomane est battue et la flotte détruite en 1770, lors de la bataille de Tchesmé. Au terme de cette guerre russo-turque de 1768-1774, l'Empire ottoman perd d'importants territoires, dont la Crimée.
Il fait édifier la mosquée de Lâleli, à laquelle son tombeau est accolé.
Voltaire, qui était le correspondant de la tsarine, ridiculisait Moustapha III, comparé à un « gros ignorant. »[réf. souhaitée]
Son frère Abdülhamid Ier lui succède à sa mort en janvier 1774.